# Colotis daira
Colotis daira är en fjärilsart som först beskrevs av Johann Christoph Friedrich Klug 1829.  Colotis daira ingår i släktet Colotis och familjen vitfjärilar. Inga underarter finns listade i Catalogue of Life.